# George Sandys
George Sandys (ur. 2 marca 1578 w Bishopsthorpe, zm. w marcu 1644 w Boxley) – angielski polityk, podróżnik i poeta. Brat polityka Edwina Sandysa (1561–1629).

## Życiorys
Sandys urodził się jako najmłodszy, siódmy syn arcybiskupa Yorku, Edwina Sandysa. Studiował w St Mary Hall w Oksfordzie, ale nie uzyskał dyplomu. W 1610 roku zaczął podróżować po Europie, Azji, Afryce i Ameryce. Najpierw odwiedził Francję, potem przez Wenecję udał się do Konstantynopola, dalej do Egiptu, na górę Synaj i do Palestyny, a w drodze powrotnej na Cypr, Sycylię, do Neapolu i wreszcie do Rzymu. Relację z tej długiej podróży zadedykował królowi Karolowi I Stuartowi. Była ona ważnym źródłem geograficznym i etnograficznym.
W kwietniu 1621 roku Sandys rozpoczął karierę polityczną. Został skarbnikiem Kompanii Wirginijskiej (Virginia Company). Udał się do Ameryki w towarzystwie Francisa Wyata, męża swojej bratanicy, który został nowym gubernatorem. Kiedy Wirginia uzyskała oficjalnie status angielskiej kolonii, Sandys stał się członkiem tamtejszej rady. Piastował to stanowisko w 1626 i 1628 roku. W 1631 roku bezskutecznie starał się o uzyskanie miejsca w komisji do spraw modernizacji rolnictwa. Wkrótce potem na dobre wrócił do Anglii. Zajął się wtedy pracą literacką. Nie założył rodziny. Zmarł w Boxley, koło Maidstone w hrabstwie Kent w 1644 roku.

## Twórczość
Za najważniejsze dzieło Sandysa uchodzi przekład Metamorfoz Owidiusza. Poeta wydał też Paraphrase upon the Psalms and Hymns Dispersed throughout the Old and New Testaments i tłumaczenie łacińskiego dzieła Męka Chrystusa Grotiusa. W 1641 roku opublikował swoje ostatnie dzieło Paraphrase of the Song of Songs. Uważany jest za poetę, który przyczynił się do rozwoju dystychu bohaterskiego (heroic couplet), czyli parzyście rymowanego pentametru jambicznego. John Dryden nazwał go najlepszym wersyfikatorem (the ingenious and learned Sandys, the best versifier of the former age).